# Jukka Nevalainen
Jukka Antero "Julius" Nevalainen (* 21. dubna 1978, Kitee) je finský bubeník, který vystupoval s metalovou skupinou Nightwish. S hrou na bicí začal v jedenácti letech, v sedmnácti se seznámil se skladatelem a hráčem na klávesy Tuomasem Holopainenem, který ho v roce 1997 přibral do své skupiny Nightwish. Spolupracuje také s finskou progresivně metalovou skupinou Sethian, která však není příliš aktivní, jelikož její členové jsou zaneprázdněni spoluprací s jinými skupinami. Žije v Joensuu, je vegetarián, ženatý, má syna a dceru. Je znám svou zálibou v nošení bandany při koncertech. Hraje na bicí soupravu od firmy Tama s činely Paiste, užívá paličky Pro-Mark.
Dne 6. srpna 2014 oznámil na oficiálním facebooku skupiny bubeník Jukka Nevalainen dočasnou pauzu v jeho účinkování v kapele na dobu neurčitou ze zdravotních důvodů, Nevalainen trpí chronickou insomnií, tedy dlouhotrvající poruchou spánku.
Během roku 2019 bylo oznámeno že se Nevalainen vzdává místa v kapele Nightwish z důvodů, že svou nemoc zvládá velice dobře, sice má pár problému, ale nechce pokoušet štěstí, a tak jeho místo převzal naplno jeho kamarád Kai Hahto. Julius však hodlá zůstat v kapele, ale bude se starat o management a zákulisí kapely.